# Джугджур
Джугджу́р — горы на Дальнем Востоке России на территории Хабаровского края (Тугуро-Чумиканский и Аяно-Майский районы) вдоль северо-западного побережья Охотского моря. Длина около 700 км, максимальная высота 1906 м (гора Топко). Являются водоразделом бассейна Алдана и Охотского моря.

## Этимология
Название горной местности имеет эвенкийское происхождение, на котором дюгдюр — «высокая безлесная гора».

## Описание
Сложены магматическими и осадочными породами. Отмечается преобладание среднегорного рельефа.
В южной части слагаются древними кристаллическими породами, например, гнейсами и гранитами. В северной части их сменяют сланцы и известняки палеозоя, которые перекрыты вулканическими отложениями мелового и палеогенового периода. Месторождения россыпного золота.
Западные склоны Джугджура покрыты светлохвойной горной тайгой, образованной лиственницей даурской. На восточных склонах — охотская горная тайга, основная порода — ель аянская. На гольцах Джугджура заросли кедрового стланика и горная тундра.

## В популярной культуре
- «Михаил» (также известный как «Миша»), наиболее известный как «Спец по большим пушкам» или же «Пулемётчик» из игры Team Fortress 2 2007 года, живёт в уединённом бревенчатом особняке в горах Джугджура[3].